# Tiemen Westerduin
Tiemen Westerduin (Nunspeet, 5 april 1974) is een christelijke jongerenwerker, schrijver en spreker.

## Levensloop
Westerduin studeerde aan de Driestar Hogeschool. Na zijn studie kwam hij werken bij de HGJB, een jongerenorganisatie binnen de Protestantse Kerk in Nederland (destijds nog Nederlandse Hervormde Kerk). Daar was hij van 2001 tot 2009 werkzaam. In deze periode kwam Westerduin regelmatig in het nieuws, omdat hij aandacht vroeg voor de spagaat die christelijke jongeren ervaren tussen hun geloof en seksuele gevoelens. Volgens hem hebben jongeren van huis uit vooral regels meegekregen, maar weten ze niet dat deze regels verband houden met de grotere betekenis van seksualiteit.
In deze periode werd Westerduin ook steeds meer gevraagd als spreker bij (jeugd)diensten en seminars. Hij was in 2007, 2010, 2011 en 2016 hoofdspreker op de EO-jongerendag. Westerduin maakte in 2009 de overstap naar de christelijke hulporganisatie Compassion. Samen met Henk Stoorvogel stond Westerduin in 2012 aan de basis van de Muskatlon, een fondswervingsproject waarmee jaarlijks meer dan vijf miljoen euro voor goede doelen (waaronder Compassion) wordt opgehaald. Tijdens de Coronacrisis in 2020 was Westerduin de initiatiefnemer achter het onlinehulpplatform #Nietalleen, waarbij een groot aantal christelijke organisaties en kerken zich aansloten.

## Persoonlijk
Samen met zijn vrouw Anne-Marie heeft Westerduin drie kinderen. Hij is woonachtig in Nunspeet.